# トロフィーハンティング

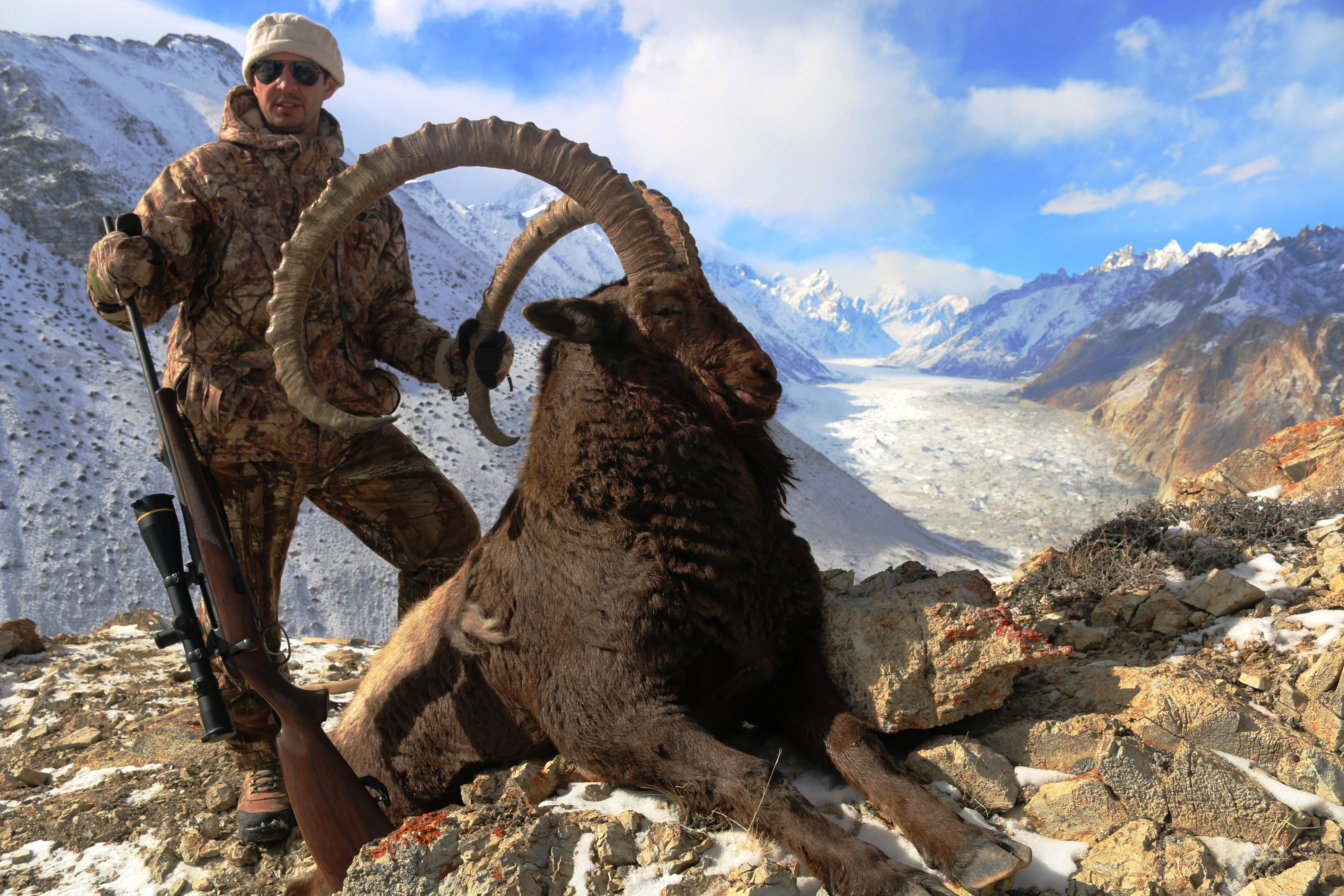
パキスタンにてアイベックスを仕留めたトロフィーハンター

トロフィーハンティングとは、仕留めた証しとして飾る剥製などの個人的な記念品（トロフィー）を目的とした野生動物の狩猟。この遊興狩猟に求められるものは、ひときわ大きなツノなどを持つ装飾が立派で印象的なオスである。一般的に、動物の一部分（通常は頭部、毛皮、ツノ）だけが戦利品として保管される。同様の遊興狩猟にスポーツハンティング、ゲームハンティングが挙げられる。
記念品は多くの場合ハンターの自宅や事務所に飾られ、特別設計された展示部屋にてハンターの武器と一緒に飾られることも多い。
トロフィーハンティングについても、堅固な支持派もいれば強固な反対派もいる。トロフィーハンティングをめぐる議論は、娯楽的な狩猟の道徳性であったり狩猟大会や牧場ハンティングの保護活動に関する疑念のみならず、トロフィーハンティングの標的となる動物種の減少も懸念されている。

## 種類

### アフリカ

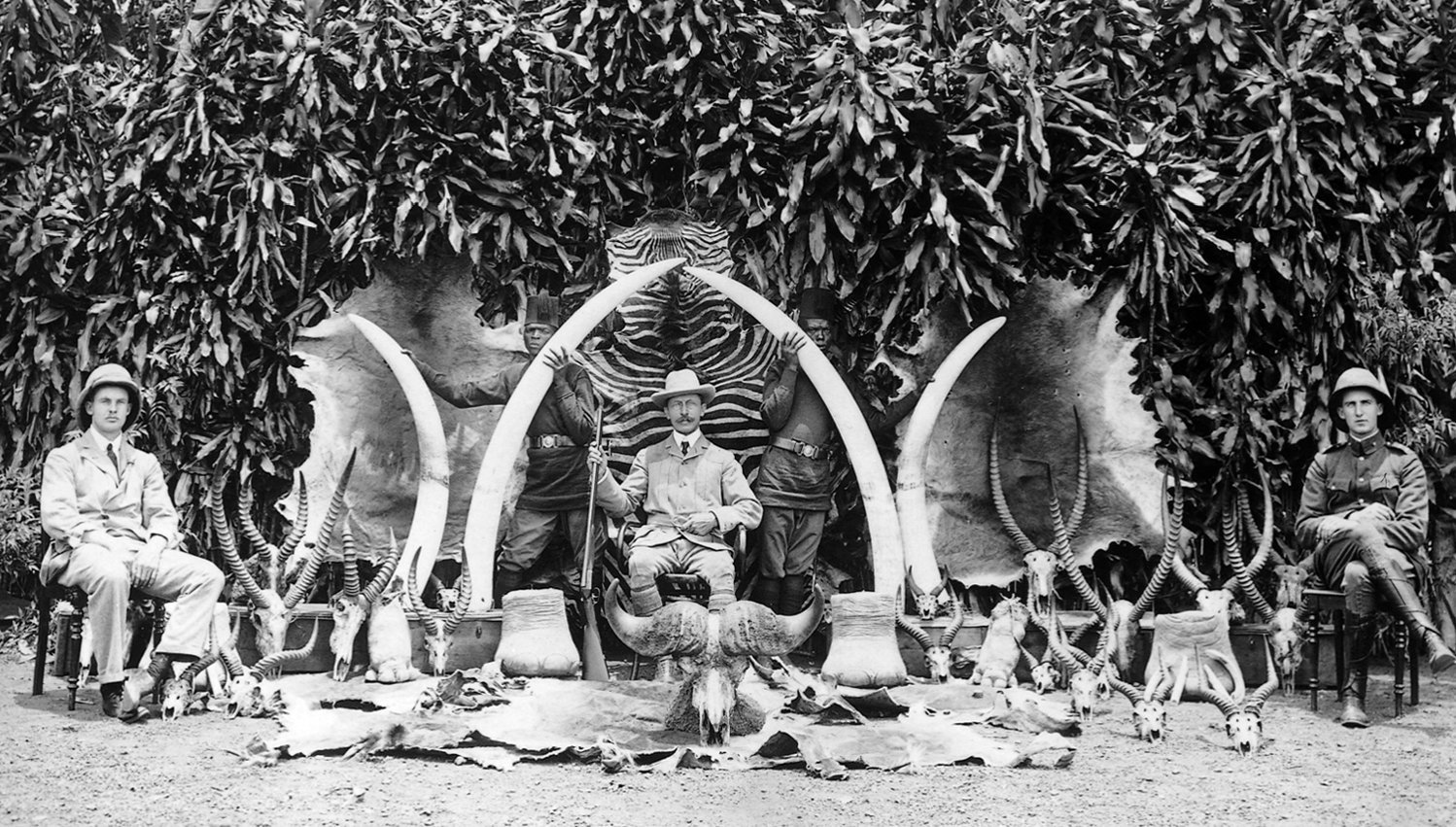
イギリス総督ヘンリー・ヘスケス・ベルがウガンダで仕留めた狩猟記念品。1908年

アフリカで（当時の欧米列強国によって）行われていたトロフィーハンティングは、依然として多くのアフリカ諸国で行われている。狩猟動物及び野生生物保全国際評議会(CIC)が食糧農業機関(FAO)と組んで支援した調査によると、2008年に南部アフリカ開発共同体(SADC)が行った7度の狩猟観光により生じた収益は約1億9000万米ドルだった。トロフィーハンティングの実践は牧場や飼育場でのハンティングへと移り変わるも、その遊興狩猟牧場がアフリカにおける観光産業の一面としてトロフィーハンティングの合法化を促すことになった。アフリカ最初の遊興狩猟牧場は1960年代に設立され、このコンセプトがねずみ算式に急増した。2000年の統計では、南アフリカ国内に約7000ヵ所の遊興狩猟動物飼育場と同予定地が約1,600万haにわたって造成されたことが示された。遊興狩猟牧場は、ハンティングに興味がある富裕層観光客および外国人投資家を大規模に誘引している。
Economists at Large Reportというサイトは、実際に現地コミュニティに届くお金がどれほど小額なのかを検証した。国際動物愛護基金（IFAW)のジェフ・フロッケンは「貧しい現地コミュニティの人々にトロフィーハンティングが数百万ドルの収益をもたらすという大胆な主張があるものの、この証拠は存在しない。狩猟からアフリカに入るお金は、野生動物を見るためだけに来る観光客から生じた数十億という額に比べれば遥かに見劣りする。もしもライオンやその他動物達がアフリカから姿を消し続けるのなら、こちらの重要な収入源（資源を無駄遣いしない観光業）は無くなってしまい、アフリカ全域の人々に悪影響を及ぼすであろう」と述べている。

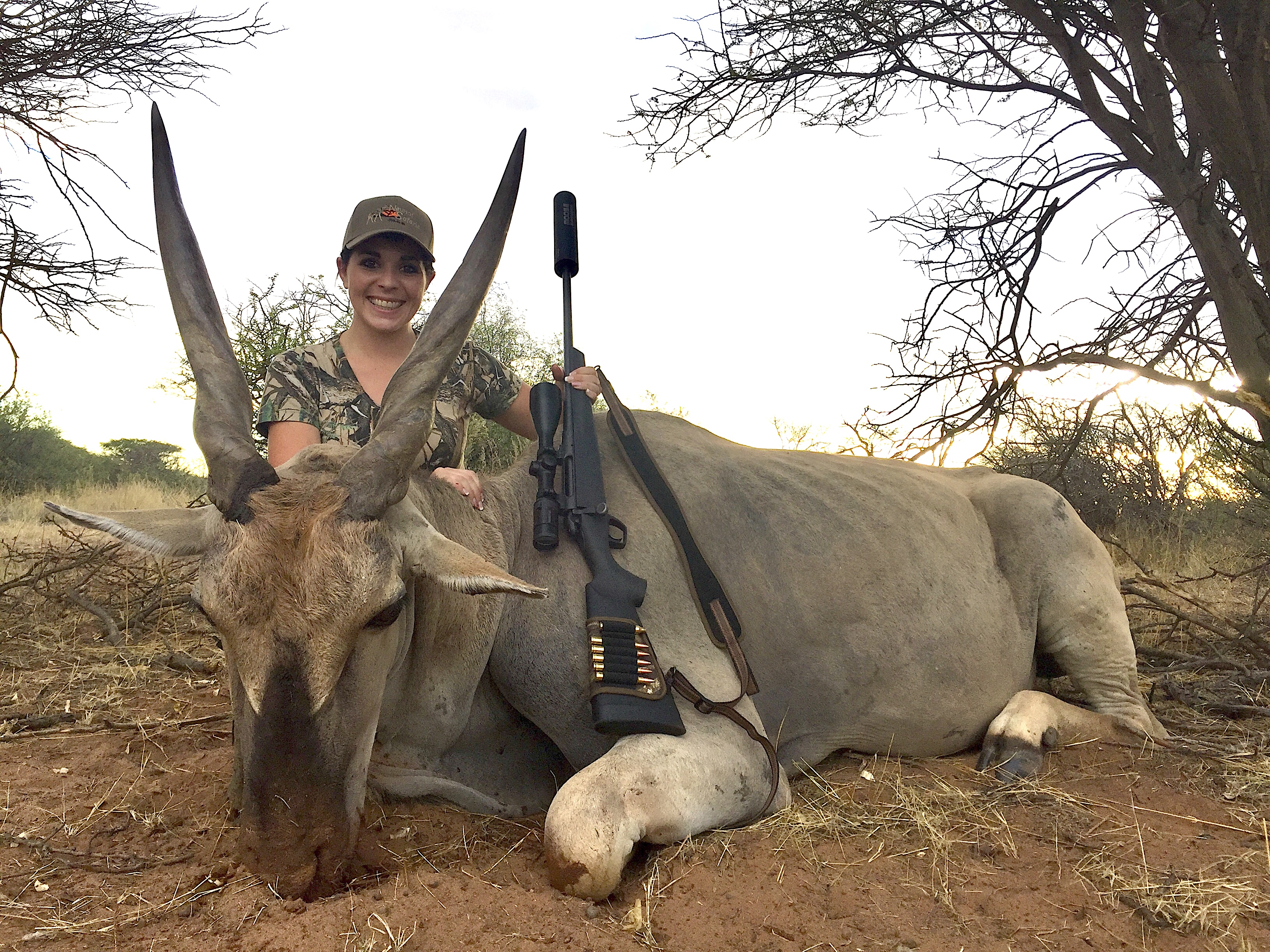
ナミビアにてイランドを仕留めた女性ハンター

しかし、南アフリカの環境大臣エドナ・モレワは狩猟産業が過去幾年にもわたり南アフリカ経済に数百万もの貢献をしたと主張して、フロッケンの結論に異を唱えている。2010年の狩猟シーズンでは、約11億ランドの総収入が地場産業およびトロフィーハンティング産業によって生み出されたという。モレワによると「この金額は、宿泊費や種別料金を通じて生じた収益のみを反映したものである。この金額には、関連産業を介して相乗効果で生み出された結果の収益などを含んでいないため、本当の収益は大幅に増加する」という。
ただし、南アフリカのキャンド・ライオン 産業は「南アフリカというブランド」を傷つける恐れもある、高収益な自然観光産業であるとの声も多い。

### 北米

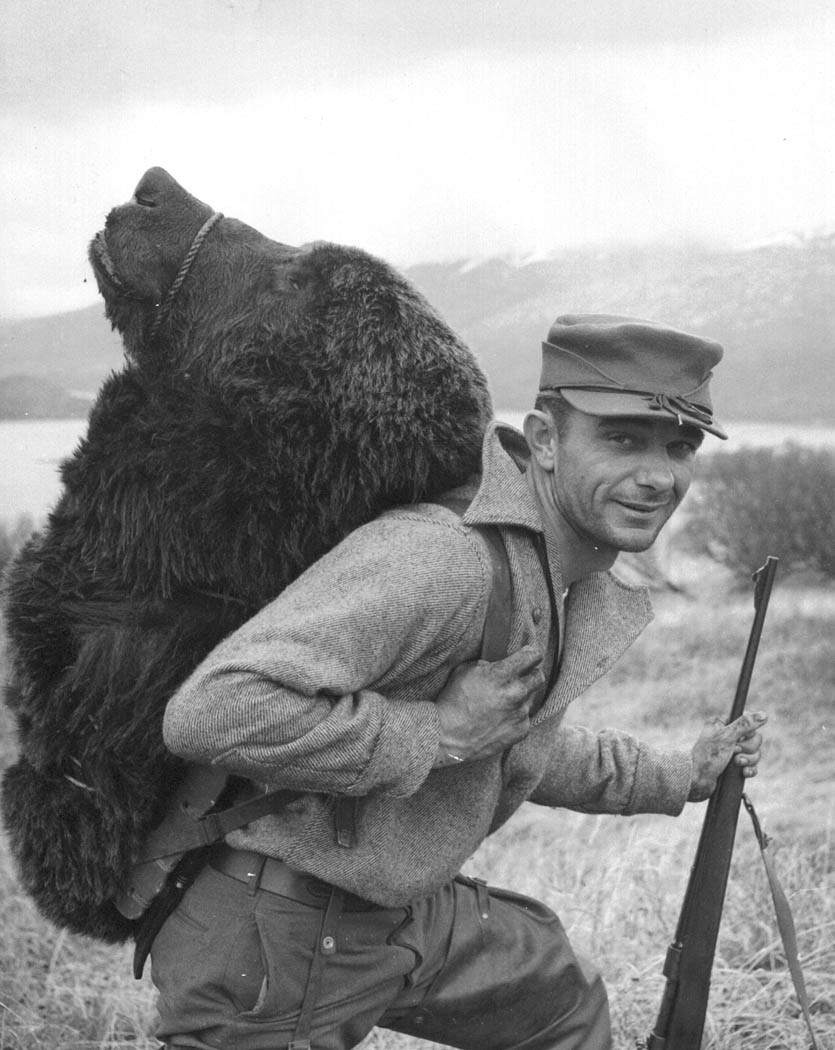
コディアック諸島にて、クマの頭部を背負ったハンター

セシル射殺による世間の抗議を受けて、このスポーツに対する意識が世界的に高まった。米国政府によると、同国の連邦保護種はフロリダパンサーだけとなり、イースタン・クーガーは絶滅したと考えられている。
コロラド州、ユタ州、ワシントン州など幾つかの州では、近年さまざまな理由でピューマ狩りの増加が提案されており、カリフォルニア州が現在、西側で唯一ピューマ狩りを禁止する州である。
ブーン＆クロケット・クラブ (Boone and Crockett Club) は、20世紀の変わり目に絶滅の危機にあった多くの遊興狩猟用大型動物の回復を支援するべく、自分達は年老いたオスを選んで仕留めていたと主張している。同組織は現在もこの実践促進を継続しており、独自の記録データを通して保護活動が成功しているかを監視している。 
北米のトロフィーハンティングは、キャンド・ハンティングやバニティー・ハンティングと混同されるべきではないとする意見もある。実際ボーン＆クロケット・クラブはこの慣行を認めておらず、それへの反対運動に積極的だと主張している。とはいえ北米でも、仕留めることで料金を払う「牧場ハンティング」が顕在化している。

### 牧場ハンティング
牧場ハンティングとは、狩猟される動物がトロフィーハンティング向けに牧場で特別飼育された大型獣ハンティングの一形態である。
インド生息のブラックバック、ニルガイ、アクシスジカ、バラシンガジカ、イラン生息のムフロンといった様々な種類のシカ、ヒツジ、アンテロープ、さらにアフリカやアジアや太平洋諸島に生息するトラ、ライオンといった多くの狩猟対象となる動物種が、トロフィーハンティング目的でテキサス州やフロリダ州の牧場に導入されることとなった。
一般的にこれらの動物は仕留めるたびに料金を払う形で狩猟されており、4,000ドル以上を払うハンター達は物珍しい狩猟動物を撃つことが可能になる。これらの種の多くは本来の生息地で絶滅危惧種または絶滅の危機に瀕している種であり、米国政府はこれら動物の現生地域での保護活動に狩猟料金の10%を与えるよう義務付けている。米国における絶滅危惧種のハンティングは、通常であれば絶滅危惧種法で違法となるが、米国に本来生息していない希少動物であるため、これらの牧場では許可されている。
米国人道協会 (Humane Society of the United States) は、仮にその動物がハンティング目的で特別に飼育されていたとしても、依然として絶滅危惧種の動物を狩猟していることには変わりがないとの理由で、これら牧場および同牧場を使用するハンター達を批判している。

## 狩猟オークション
狩猟オークションは、狩猟用動物の飼育場および禁猟区に野生動物を提供する一助となっている。これらの施設はアフリカの観光面で重要（同大陸最大の経済分野の一つ）であり、例えば南アフリカのGDPの約5%を占める。特に南アフリカは同大陸の主要な観光地であり、その結果として多数の狩猟オークション、飼育場、禁猟区を運営している。狩猟オークションは、飼育場や禁猟区のオーナーが自分達の施設のために動物を入札・購入できる競争市場として機能している。これらオークションにて購入された動物は、一般に遊興狩猟（の標的）として直接運ばれたり今後の施設頭数を増やすため繁殖飼育される。繁殖用に使われる動物は一般的にメスであり、増やせる繁殖見込みからオスよりも平均額が高い。
性別に加えて、オークションで動物価格を左右する他の要因には、特定種の需要（その全体的な希少性に基づく）や動物を維持管理するコスト（餌代など）が含まれる。象牙やツノ・キバといったことで密猟者からの関心が高まったサイやゾウなどの動物は、狩猟動物飼育場の運営に追加リスクをもたらすため、通常はオークションで売買されない。しかし、他の草食動物とりわけ有蹄類は、肉食動物よりも飛躍的に高額入札になる傾向がある。これら動物の価格は南アフリカで数十万ランド（米国で数万ドル相当）にも達することがある。

## 法的状況

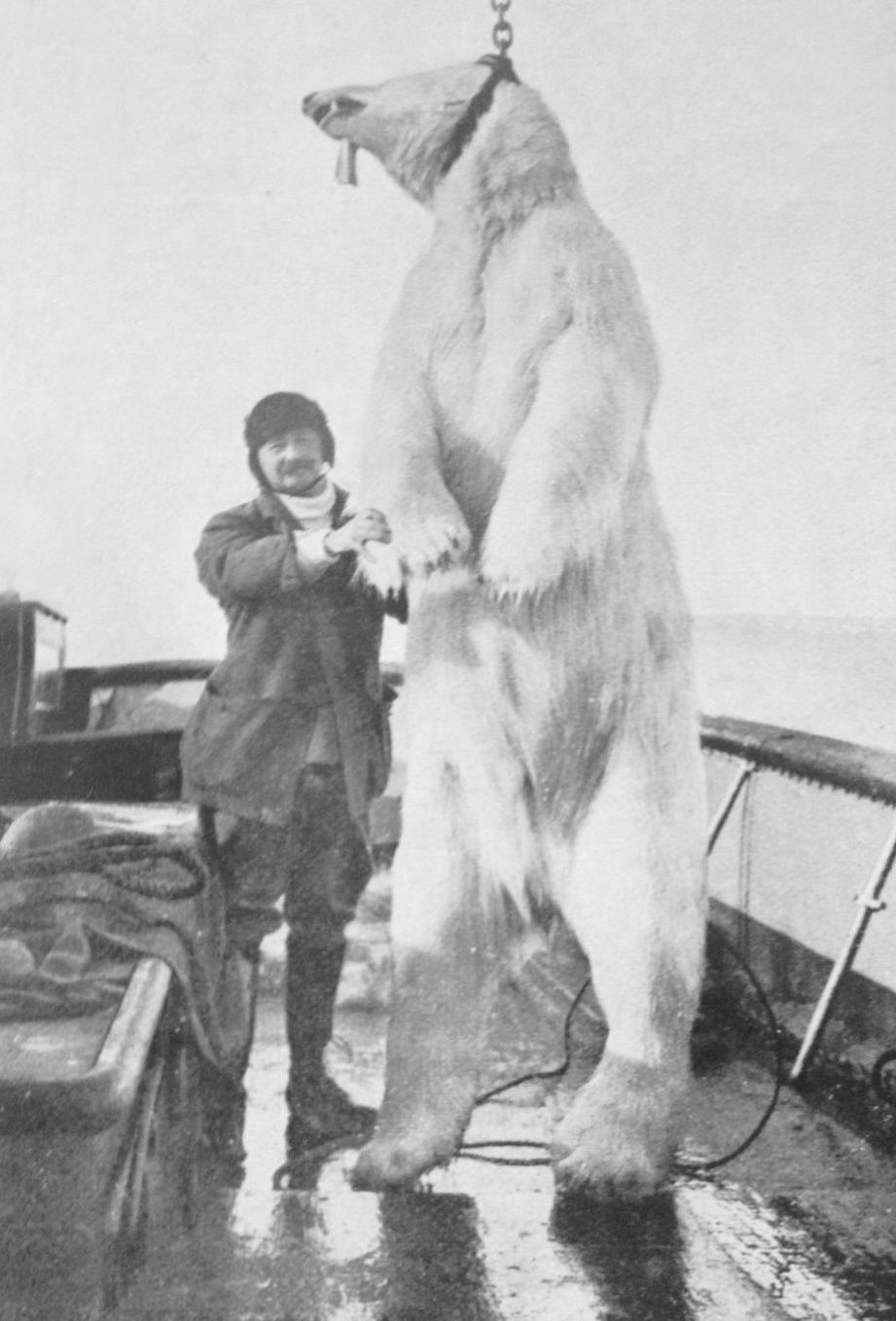
第17代メディナセリ公爵が北極圏探検で仕留めた記念品のホッキョクグマを持っている写真。1910年

トロフィーハンティングは多くの国で合法となっている。ただし、狩猟可能な種、狩猟可能な時期、使える武器には制限があり、行政府の許可や同意も必要となる。トロフィーハンティング固有の法律は基準も様々であり、一部地域ではトロフィーハンティングを一律に禁止している。コスタリカ、ケニア、マラウイなどがトロフィーハンティングの禁止を選択した国々である。米国は1973年に絶滅危惧種法と呼ばれる法律を可決した。これには、シンリンバイソンやホッキョクグマなど多くのハンターに栄誉と見なされる米国内の絶滅危惧種の狩猟行為および売買取引を止めさせる意図があった。

## 保護活動への影響

### アフリカ
トロフィーハンティングは、イギリス植民によって野生動物の豊富な時代に導入されたもので、決してアフリカ文化の一端ではない。ケニアとタンザニアのマサイ族はライオン数の減少を懸念して、現在はライオン殺害の通過儀礼を取り止めてライオンを保護しており、自分達が率いる牛の群れの規模を縮小することを決定した。
一部の人達は、野生動物の地域を保護するのは経済的刺激策を与えることで可能になると主張しており、『Conservation Biology』 『Journal of Sustainable Tourism』『Wildlife Conservation by Sustainable Use』 『 Animal Conservation』に幾つかの研究がある。（同研究によると）トロフィーハンターが狙う同じ種がその群れでの重要な個体であるとの懸念が存在する。今では約40頭だけだと推定されているが、地面に牙が届くほどのゾウが残されている。成熟したオス象の牙はメスを繁殖させる逞しさの牙（象徴）であり 、若いメスに安定的な影響をもたらすことが現在知られている。トロフィーハンターが好むライオンの標的は印象的なたてがみを持つ成熟したオスのライオンであり、そういうオスは「ボス」ライオンで、彼を失うことがライオン20頭分の喪失に匹敵する（死後に新たな「ボス」を継いだライオンが、オスの若いライオン達を殺してしまうため）のだという。
タンザニアはライオン生息個体数の40%を占めると推定されている。同国の野生動物当局は、保護手段としてのトロフィーハンティングの活用のお陰でその頭数を維持できた（ライオン数が急減したケニアなどの国と比較して）と主張している。タンザニア天然資源観光省の野生生物局長によると、トロフィーハンティングは2008-2011年にかけてタンザニアの経済に約7500万ドルを生み出したという。

#### 動物の生息個体数に及ぼす影響
管理が不十分な場合、トロフィーハンティングは標的種に生態学上の悪影響（年齢・性別構造の変化、社会的混乱、有害な遺伝的影響、さらには過度の獲り過ぎによる個体数減少まで）を及ぼすほか保護活動を脅かしたり標的以外の種の動向にも影響を及ぼす。またこの業界の保護活動の役割は政府やハンティング事業者によっても阻まれており、現地コミュニティに利潤が十分に渡っておらず、野生動物保護する者達への奨励金削減や否定的な報道を集めるキャンド・ハンティングなどの非倫理的な活動によっても損なわれている。現地の人達は特定の種（特にヒョウなどの肉食性動物）を狩る場合もあるが、これらの肉食獣は集団から成体のオスを排除することによって子殺しの傾向が増えることが知られている。オスは、メスよりも頻繁にトロフィーハンティングで狩猟されてしまう。しかしこうしたオスの排除は、生き抜いて子孫を残す目的でこれら種が作り上げている群れや集団を今後も劣化させることになる。ボツワナ、ザンビア、ジンバブエなどのアフリカ諸国ではこれらの種に対してコミュニティ頭数の一定割合ないし閾値を提案する狩猟規制や法律が提案されているが、肉食動物の個体数追跡はその移動性から実施が非常に困難である。
スミソニアン研究所と世界野生生物基金（現:世界自然保護基金）によると、野生動物の個体数は1970年以来52%という驚くべき割合で減少しており、これは特に哺乳類、鳥類、両生類、爬虫類に集中している。その減少は、乱獲や過剰開発、生息地の喪失、汚染、気候変動を含むいくつかの理由に起因している。

#### 生息地喪失の影響

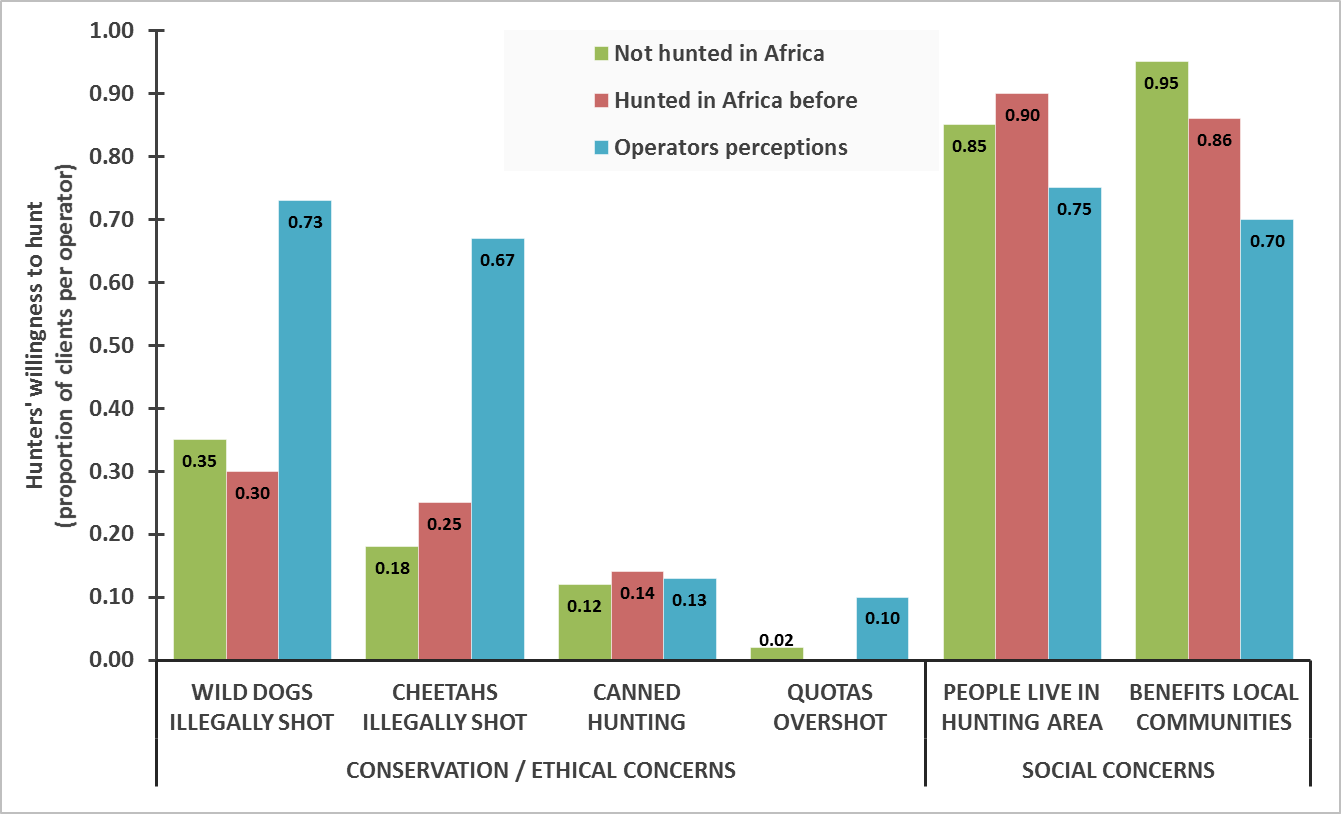
リンゼイらによる、トロフィーハンターへの調査結果

2005年の学術誌『Journal of International Wildlife Law and Policy（野生生物の国際法・政策誌）』に掲載されたナイジェル・リーダー=ウィリアムズらによる論文は、南アフリカにおけるシロサイの狩猟合法化が民間の地主達にこの種を自分の土地に再導入させる動機づけになったと断言した。結果として、シロサイは100頭未満から11,000頭以上になった。リーダー=ウィリアムズの研究はまた、ジンバブエにおけるトロフィーハンティングが国家の保護地域に比べて野生動物地域を倍増させることも示した。管理されていて法整備された狩猟の導入が、ゾウや他の野生生物が利用できる適切な土地の面積増加をもたらし、それは「生息地喪失の問題とは逆に、ジンバブエの既に大きなゾウ個体数の持続的な頭数増加の維持に役立っている」という。
学術誌『Biological Conservation』に掲載されたディオゴ・アンドラーデによる科学的研究は、トロフィーハンティングが「アフリカの保護活動にとって実に重要なもので、広大な地域（写真撮影のエコツーリズムといった野生動物ありきの土地代替活用に適さない可能性がある地域を含む）での保護活動に向けた経済刺激策を生み出す」と述べている。同誌で発表された研究によると、トロフィーハンティングからの経済刺激策は国立公園だけに頼って保護されるものと比較して、野生動物保護に使用される土地面積で2倍以上効果的だという。
米国作家で報道記者のリチャード・コニフによると、野生に生息しているクロサイ約5,000頭のうち1,750頭がナミビアを棲み処にしている。ナミビア山中のシマウマ頭数は1982年の1,000頭から2014年の27,000頭へと増加した。象牙目的で他の場所で銃殺されたゾウは、1995年に15,000頭から20,000頭になった。絶滅の危機に瀕して「セネガルからケニアへ」向かったライオンは、ナミビアで増加している。 

#### 保護活動の財政支援
国際自然保護連合は、トロフィーハンティングがしっかり管理された場合に保護地域外側での標的種保護や同生息地保護に向けた有意義な経済刺激策を生み出す可能性がある、との認識である。
学術誌『Animal Conservation』で発表されたピーター・リンゼイ達の研究は、大部分のトロフィーハンターが狩猟の引き起こす保護問題、倫理的問題、社会的問題を懸念していると結論づけた。この研究では、アフリカで狩猟した米国人150人または過去3年以内に狩猟を計画していた米国人150人に聞き取り調査をした。例えば、野生のリカオンやチーターが違法に撃たれた地域だとハンター達は狩猟事業者の認識よりも狩猟意欲がだいぶ低いと断言しており、事業者が認識するよりも社会問題への懸念が高く、現地の人々が住んでいて狩猟から恩恵を受けている地域でのハンティングに大きな意欲があることが示された。ハンターの86%が、収益の一部が現地コミュニティに還元されることを知っている地域での狩猟のほうが好ましいと回答した。それゆえ認定証システムが、現地の人々に利益をもたらして保護活動にも前向きで取り組んでいる事業者をハンター側に選ばせることを可能にしている。

### 米国
ピューマの狩猟割り当て量は、その動物の個体数に悪影響を及ぼしている。ワシントン州立大学の大型肉食動物保護研究所所長ロバート・ウィーグルスによると、あまりに多くのピューマが殺されてしまうとその個体数の動静問題が目に見えてくる。オスのピューマは縄張り意識が非常に高く、その縄張り内でメスを探したり自分の仔のためのスペースを確保するために、しばしば仲間や他の仔ピューマを殺すこともある。多くの場合、これらはホルモン活発で予測不可能な若い「思春期」のオスである。
これらの「思春期」ライオンが、主に家畜を殺したり望ましくない人間を相手にした対応を担っている。加えて、彼らはしばしば仔連れのメスを隠れ家や新たな縄張りへ入れさせるので、メスは以前とは違う新たな獲物を狩ることを余儀なくされる。
「基本的な最低線として、この度重なるピューマ狩りが我々の確認した全ての問題を実際に引き起こしていた」と、ウィーグルスは自分の研究を語った。

## 経済的影響

### 利点
合衆国魚類野生生物局によると、トロフィーハンティングは牧場主にこれら種の繁殖を継続させる経済刺激策を提供しており、同ハンティングが種の絶滅の脅威を減らしているという。

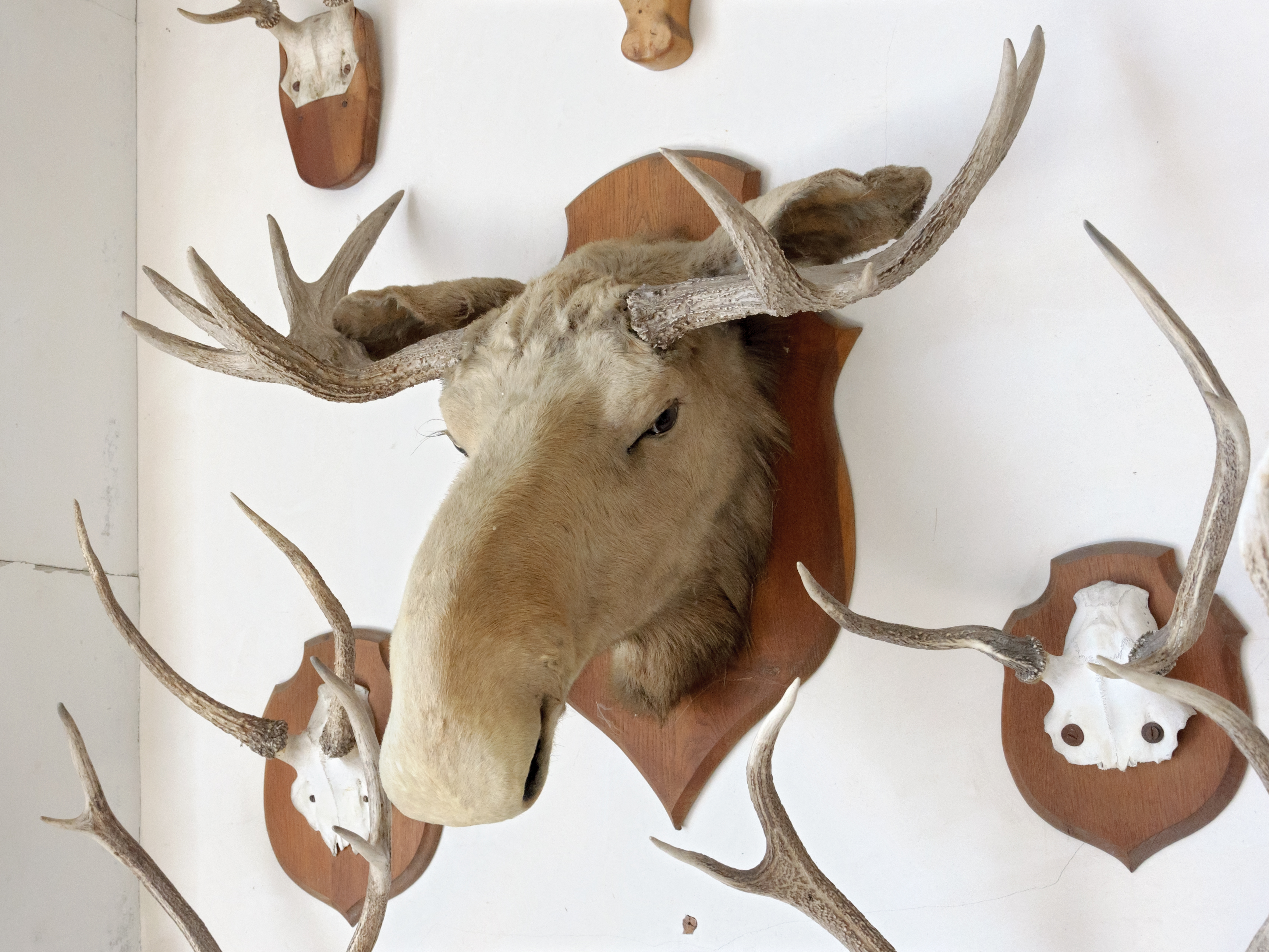
狩猟記念品として飾られたヘラジカの頭部や鹿のツノ

南アフリカ野生生物牧場の元社長G.C.ドライによると、野生生物牧場(wildlife ranch)が南アフリカ経済に大きく貢献している。彼は、商業的な野生生物牧場運営が適切な土地利用と農村開発に関するものだと論じている。それは動物のことではなく、白人富裕層の問題ではなく、保護活動費用の問題でもなく、経済的な持続可能性に関することである。ドライは、商業的な野生生物牧場が生態学的に適切で、経済的に持続可能で、政治的に敏感で、社会的に公正な土地利用の選択肢だと断言している。
国際自然保護連合は狩猟と自然保護に関する報告書の中で、トロフィーハンティングはしっかり管理されている場合に持続可能であり、標的種の保護に向けた重要な経済的刺激策を生みだすことが可能だが、一部ハンティング慣行の合法性、持続可能性、倫理に関して根拠のある懸念があることも伝えている。この文書は、いくつかの文脈で上記利益を提供できるトロフィーハンティングに代わる有効で実現可能な選択肢があるだろうと結論付けているが、これらを特定したり資金提供して導入するには、影響力のある政府、民生部門、地域コミュニティとの誠実な協議および協働が必要だとしている。

## 規制や禁止、その影響
合衆国魚類野生生物局は（一部トロフィーの）輸入禁止を課した。この禁止は2014-2015年のジンバブエおよびタンザニアから来る象の剥製に限定されており、対象拡大になる可能性が高い。
2001年、ボツワナはライオンの狩猟を1年間禁止した。以前彼らは毎年50頭のライオン狩猟を許可していたが、ハンターが最も大きなたてがみを持つライオンを選り好みしたため、成熟したオスの個体数不足が引き起こされた。禁止後、サファリ・クラブ・インターナショナル（元大統領のジョージ・H・W・ブッシュなど著名な会員もいる）がボツワナ政府にロビー活動を行ってこの禁止を取り消しさせてしまった。
2014年にボツワナは再びトロフィーハンティングを禁止し、村人は現在トロフィーハンターからの収入が無くなり、象や水牛によって引き起こされる作物畑の損傷やライオンが家畜を殺すので困ると訴えている。
ライオンのセシル殺害を受けて、エミレーツ航空、アメリカン航空、デルタ航空、ユナイテッド航空は、狩猟記念品（トロフィー）の空輸を一切禁止している。
対照的に、カリフォルニア大学バークレー校の動物学研究者で保護団体Living with Lions理事のローレンス・フランクによると、1977年にトロフィーハンティングを禁止したケニアは野生動物が70%減少している。政府が野生動物を保護する刺激策を持っていないため、フランクによると動物保護上の効果的な実施が災害だという。
ライオン狩猟の制限は、トロフィーハンティングからの恩恵を現地民が受けるコミュニティ間でその種に対する許容値を減らしたり、密猟防止に活用できる資金が少なくなる可能性もある。

## 論争

### 反対派

#### 論説
反対派は、それが不道徳でありトロフィーハンティングや保護活動による影響を受けるコミュニティへの財政的貢献が足りないとの信念に基づき、トロフィーハンティングに強い反対意見を表明している。例えばナショナルジオグラフィックは2015年に、（特にジンバブエでは）象の狩猟料金が保護活動に向かうのを政治汚職が妨害しておいて当局自ら料金を着服している、と言った内容の報告書を発表した。政府もまた、密猟やトロフィーハンティングから利益を得るべくより多くの野生動物地域を囲っている。同じく、オーストラリアに拠点を置くEconomists at Largeの2017年報告書では、トロフィーハンティングがアフリカ8カ国の観光収入の1%にも満たないと述べられている。
2009年の国際自然保護連合(IUSN)報告書によると、西アフリカ周辺地域はハンティング=サファリ事業の恩恵をほとんど受けていないライオンのセシル殺害などの事件の結果、トロフィーハンティングには国際的に大きな注目が集まり、多くの一般大衆分野でこの慣習に否定的な認識が広く高まっている。トロフィーハンティングおよび同施設の倫理については大衆も学者も注視している。一般的に言えば、トロフィーハンティングやスポーツハンティングの慣習に反対する倫理的議論はそれらを動物に対する搾取かつ虐待的なものとして組み立てられている。野生生物の遊興狩猟は動物種の生殖プロセスおよび社会的プロセスに影響を与えるほか、種同士の間にある攻撃性を高め、最終的に別の野生生物コミュニティの安定性にまで影響を及ぼす可能性があることを示す証拠が発見されている。
反対派は他にも、ハンターが種の最大ないし最も重要なオスを殺すために種の遺伝的健康と社会的行動が悪影響を受けていることも指摘している。（例えばツノやたてがみの大きさから）最も重要な動物を仕留めることは、種個体数の健全性に深刻な影響を与える可能性がある。ロブ・クネル博士が述べているように「第二次性徴形質の大きな優れたオスは子孫割合が高い父親になる傾向があり、そのオス達の「素晴らしい遺伝子」は急速に広がることが可能なので、強さで性的に選ばれた動物の群れは新しい環境にも素早く適応できている。これらオス達を仕留めることでこの影響は逆行し、深刻かつ意図しなかった結果をもたらす可能性がある。仮にその群れが新たな環境に適応する必要があるのに、これら優れた性質のオスを一部とはいえ仕留めてしまうのであれば、あなた方（ハンター達）はそれを絶滅に追いやる可能性がある」という。
League Against Cruel Sportsからの引用で「ポート・エリザベス大学による2004年11月の研究は、民間の禁猟区におけるエコツーリズムが家畜ないし狩猟用動物の飼育や渡航ハンティングによる収入の15倍以上を生み出したと推定した。（1）東ケープ州のエコツーリズム用ロッジは、1haあたり約2000ランド（約33500円）を生み出している」という。同研究者はまた、より多くの雇用が生まれて職員が「広範な技能訓練」を受けたことも指摘した。
学術誌『Conservation Biology』で発表された2011年の研究では、トロフィーハンティングがタンザニアにおけるライオン個体数減少の主要因であることが判明した。
2016年の米国下院天然資源委員会は、トロフィーハンティングが特定動物の絶滅要因になっている可能性があると結論づけた。25ページに及ぶ報告書は「Missing the Mark」と呼ばれている。
ナイジェリアの環境活動家でHealth of Mother Earth財団の理事であるニモ・バッセイは、2017年11月に「アフリカの野生動物はトロフィーハンターによって破壊された」と断言した。
国際動物愛護基金(IFAW)や米国動物愛護協会(HSUS)などの自然保護団体は、トロフィーハンティングがキリンの「静かなる絶滅」の主な要因だと断じている。IFAWのCITESデータベース分析によると、2004年から2014年の間に170万匹の動物がトロフィーハンターによって殺され、そのうち約20万匹が絶滅危惧種のものであった。

#### 主な勢力
1992年のリオ宣言に署名する189カ国の多くが、保護種の狩猟を阻止する生物多様性行動計画を策定している。
トロフィーハンティングはまたIn Defense of Animals（米カリフォルニア州にある動物保護団体,IDA）からも反対されており、その根拠としてトロフィーハンターが保護を目的としておらず、代わりに最大かつ最も希少な動物をハンティングして仕留める栄光を目的とすることを挙げている。トロフィーハンターは絶滅危惧種の動物を救うことにさえ興味がなく、それどころか絶滅危惧種のものを仕留める許可のためなら非常に高額な支払いに喜んで応じる、と彼らは主張している。
PETAもまた、それが不必要で残酷であるとの根拠でトロフィーハンティングに反対している。PETAによる反対は、スポーツとしての狩猟という道徳的理由が根拠である。動物がもがき苦しむ痛みはハンターの享受する快楽によって正当化などできない、との主張である。
このほかLeague Against Cruel Sportsも、トロフィーとして狩猟されている動物が絶滅の危機に瀕していなかろうと動物達を殺すことは依然として正当性を欠くとの理由でトロフィーハンティングに反対している。彼らは、経済的利益を非人道的なスポーツの継続に向けた誤った正当性であると訴えて活動している。
象の保護団体デビッド・シェルドリック野生動物信託基金は、生きている姿を見たがる観光客から象が大幅な収入増をもたらすと確信している。彼らの2013年報告書は「生息していれば、彼らは現地のコミュニティと経済に利益をもたらす。死んでしまうと、彼らは犯罪者やテロリスト集団にさえ利益をもたらす」と主張している。

### 支持派

#### 論説
全米射撃スポーツ財団 (National Shooting Sports Foundation) などの民間団体が2005年に40万ドル以上を拠出したほか、小規模な民間団体も相当な資金を出している（例えば Grand Slam Club Ovisは、羊の保護に向けた2017年の基金額が115万ドルに上った）。遊興狩猟およびトロフィーハンティングの支持者は、この慣行でもたらされる経済的利益がエコツーリズムの未稼働国または人気がない国にとって不可欠だと主張している。加えて、アフリカの田舎にいる現地民は人間のコミュニティと自分達や家畜に危害を加える特定種との間に緊張があることを表明している。そうしたコミュニティの人達は、これら種がもたらす脅威に対して報復または先制が許される現在の狩猟規定に頼るところが大きいという。ジンバブエの原産資源地域共同管理計画(CAMPFIRE)等のプログラムは、野生動物を再生可能資源という枠組みで捉え、サファリ所有者や遊興狩猟牧場オーナーなどの個人にそれを販売営業することで、地主が自分の土地にいる野生動物から利益を得られるように導入されている。同プログラムによってもたらされた経済的恩恵とは別に、CAMPFIREは特定地域における違法な密猟やハンティングを食い止めているほか、農家がたまに動物集団と競争しなければならない不可欠資源をより簡単に採りに行けるよう支援する役割も果たしている。

#### 主な勢力
保護活動の手段としてトロフィーハンティングを支持する組織には、ブーン＆クロケットクラブ、全米野生生物連盟、The Wilderness Society、米国のアイザック・ウォルトン連盟、北米野生生物財団、米国アウトドア作家協会、Ducks Unlimited、世界野生生物基金（現:世界自然保護基金）、米国林業協会、米国野生生物法整備基金、The Wildlife Society、IUCNなどがある。
ヒョウ属およびその生態系の保護団体 (Panthera Corporation) の会長は、トロフィーハンティングがサファリ区域を手付かずの自然に留める経済的刺激策をアフリカ諸国政府に与えており、狩猟がアフリカの多くの地域で手付かずの自然を保護するための最も効果的な方法であり続けている、と主張している。

### 中立
中立でトロフィーハンティングに反対していない組織には、全米オーデュボン協会、シエラクラブ、Defenders of Wildlifeがある。

### 提案された解決策

#### 認定証システム
これらの問題に対して提案された解決策の1つに、以下の三基準で狩猟事業者が評価される認定証システムの制定がある 。
1. 彼らの保護活動への尽力。例えば、狩猟割り当て量の厳守や密猟防止活動への貢献など。
2. どれくらい彼らが利益を出し、現地の人達と関わっているか。
3. 合意された倫理基準を遵守しているかどうか。

#### 認定証システムの課題
ただし、認定証システムの導入には狩猟事業者と自然保護活動家と政府間の協力が必要であり、課題が残っている。また「倫理的な狩猟を構成するものは何なのか？ 現地コミュニティを構築しているのが誰で、彼らにとって十分な利益といえるものは何なのか？」など回答するのが難しい質問も要求される。絶滅危惧動物のトロフィーハンティングを許可することは、恐らく保護活動に悪影響を及ぼすと共に世界中の影響力ある人々に間違ったメッセージを送りかねない、との懸念を一部の研究者は表明し続けている。例えば、狩猟許可はその種の救済必要なしと示唆することになりかねず、人々が保護活動組織に寄付するお金が少額になるだろうことが指摘されている。

## メディア
トロフィーハンティングをめぐる論争がますます白熱したのは、米国歯科医のウォルター・パルマーが仕留めたライオンのセシル（と本人が映った）写真がネット上に急拡散して、猛批判を浴びた時だった。パルマーは経験豊富で貪欲な大型獲物ハンターで、そのライオンを狩猟して仕留めるのに5万ドル以上を支払ったと報じられている。
ライオンのセシルは、ジンバブエで最も知られていて研究されていたライオンの一頭だった。そのライオンは公園からおびき出され、矢で負傷して40時間にわたって追跡された後ようやくセシルは殺害された。パルマーはセシルの珍しい黒いたてがみに魅せられた、と報じられている。セシルが園内にいれば彼を仕留めることは違法であっただろう。歯科医パルマーと彼の雇われ猟師が実行した公園からのおびき出し行為は、ジンバブエのトロフィーハンティング当局者より承認されていなかった。当初、ジンバブエ裁判所は彼の殺害は違法であると判断したが、パルマーに雇われた猟師に対する起訴は最終的には取り下げられた。 
数千人の人々がソーシャルメディア上のサイトを訪問し、パルマーの行動を非難した。非難するためのFacebookページもできたほどだった。

### 統計
トロフィーハンターは、2005年から2014年までの10年間で126万体以上の記念剥製（トロフィー）をアメリカ合衆国に輸入した。カナダがその輸入の主な供給元だった。
2005-2014年にかけて米国に輸入されたトロフィー種のトップ10は以下の通り。
1. ハクガン 111,366
2. マガモ 104,067
3. カナダガン 70,585
4. アメリカグマ 69,072
5. インパラ 58,423
6. オグロヌー 52,473
7. クーズー 50,759
8. オリックス 40,664
9. スプリングボック 34,023
10. ボンテボック 32,771

2005年から2014年にかけて米国に輸入されたトロフィー種「ビッグ5」とは、アフリカから来た合計約32,500頭に及ぶ以下の動物達の総称である。
1. アフリカライオン
2. アフリカゾウ
3. アフリカヒョウ
4. ミナミシロサイ
5. アフリカスイギュウ[96]

メキシコには約2億ドル相当の狩猟産業があり、約4,000の狩猟牧場がある。

## 剥製のギャラリー

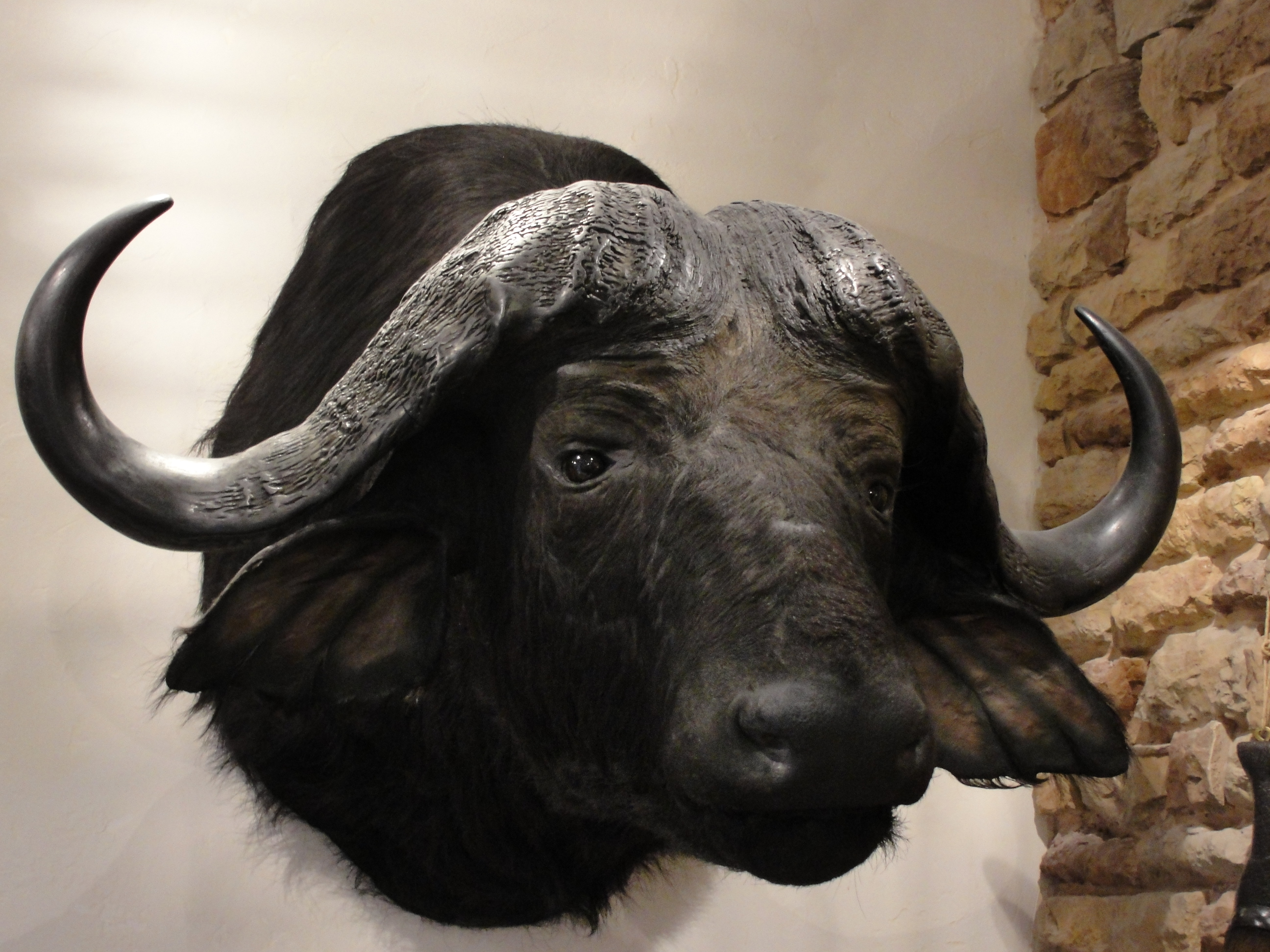
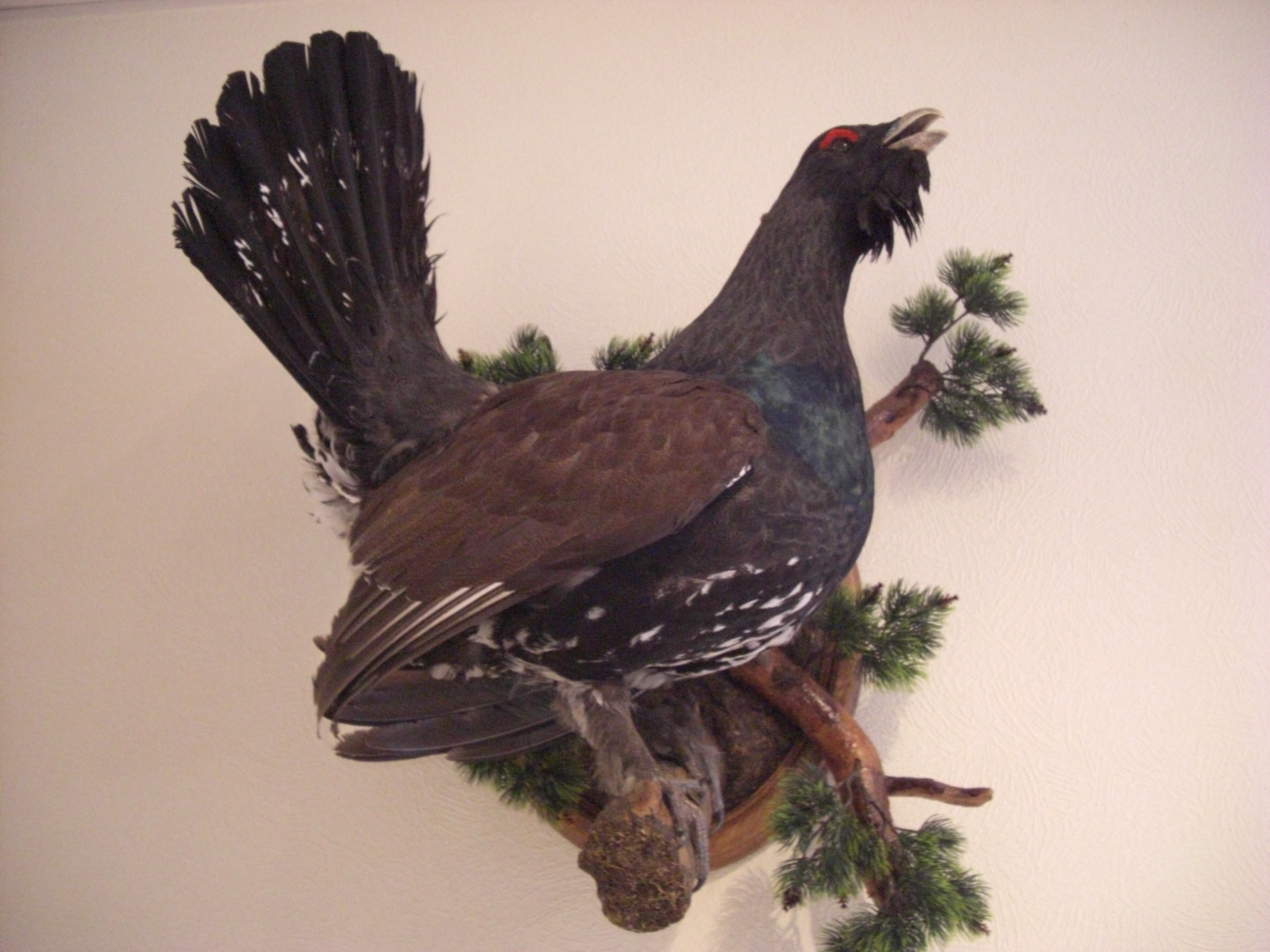
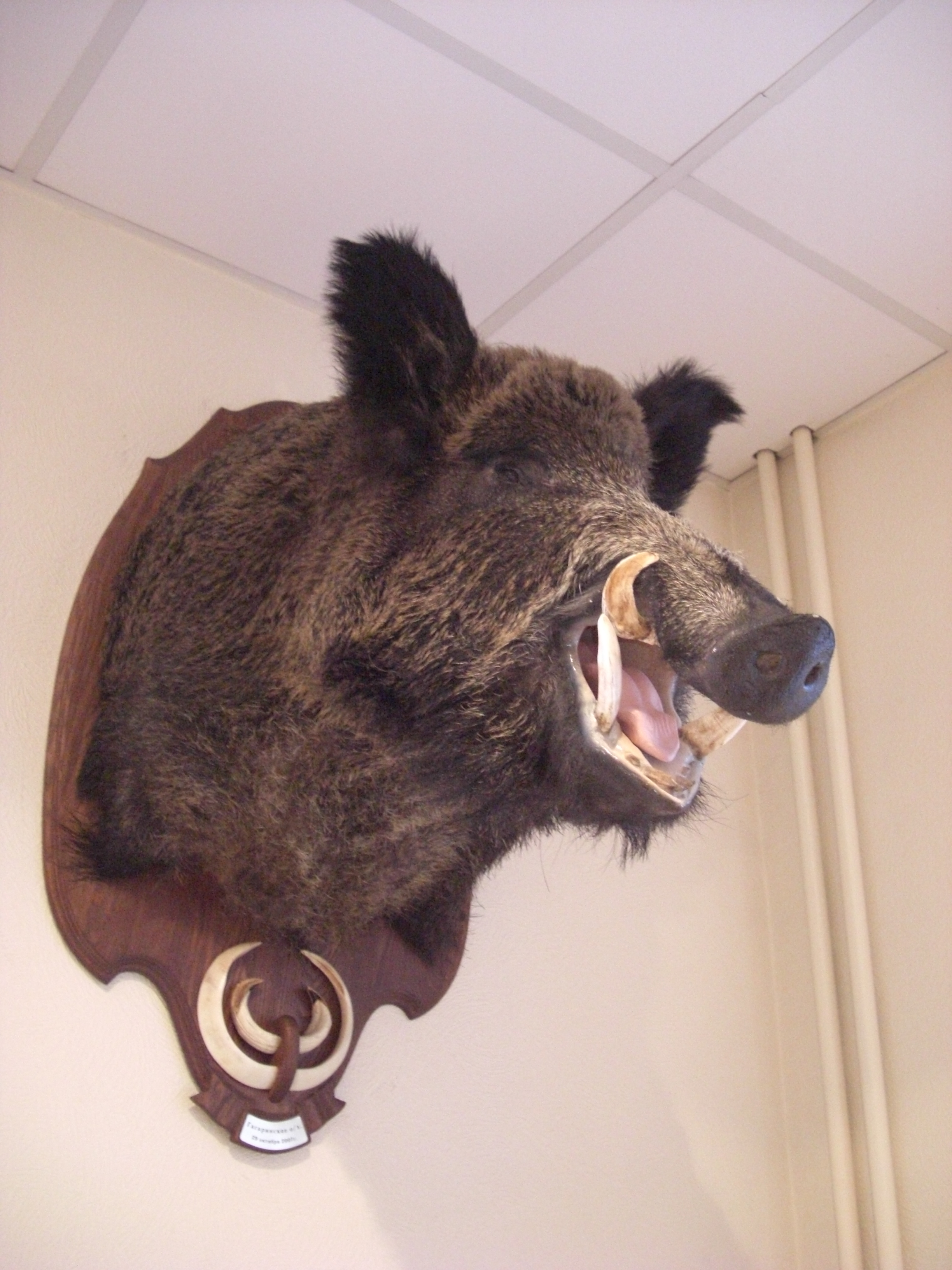
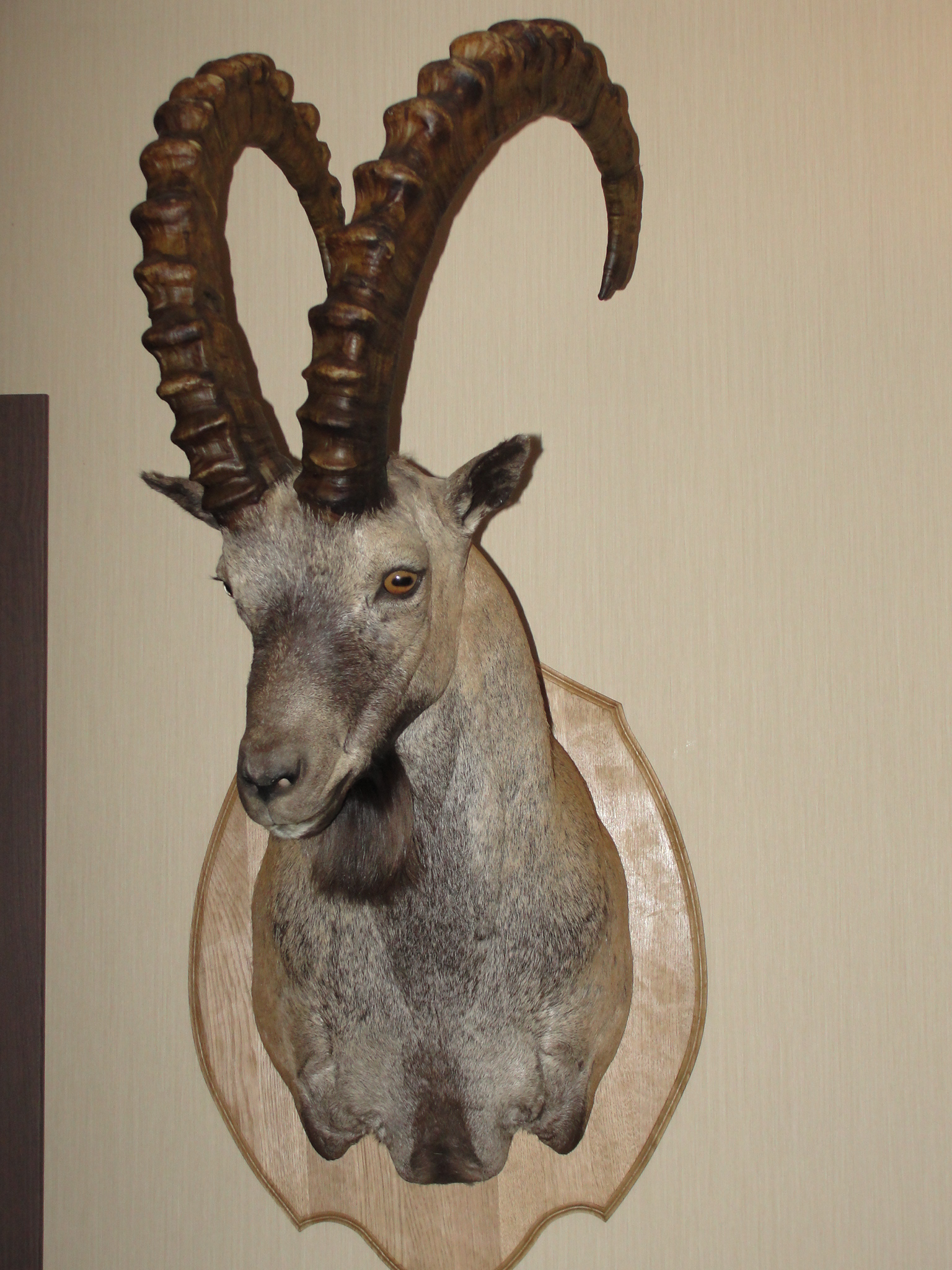
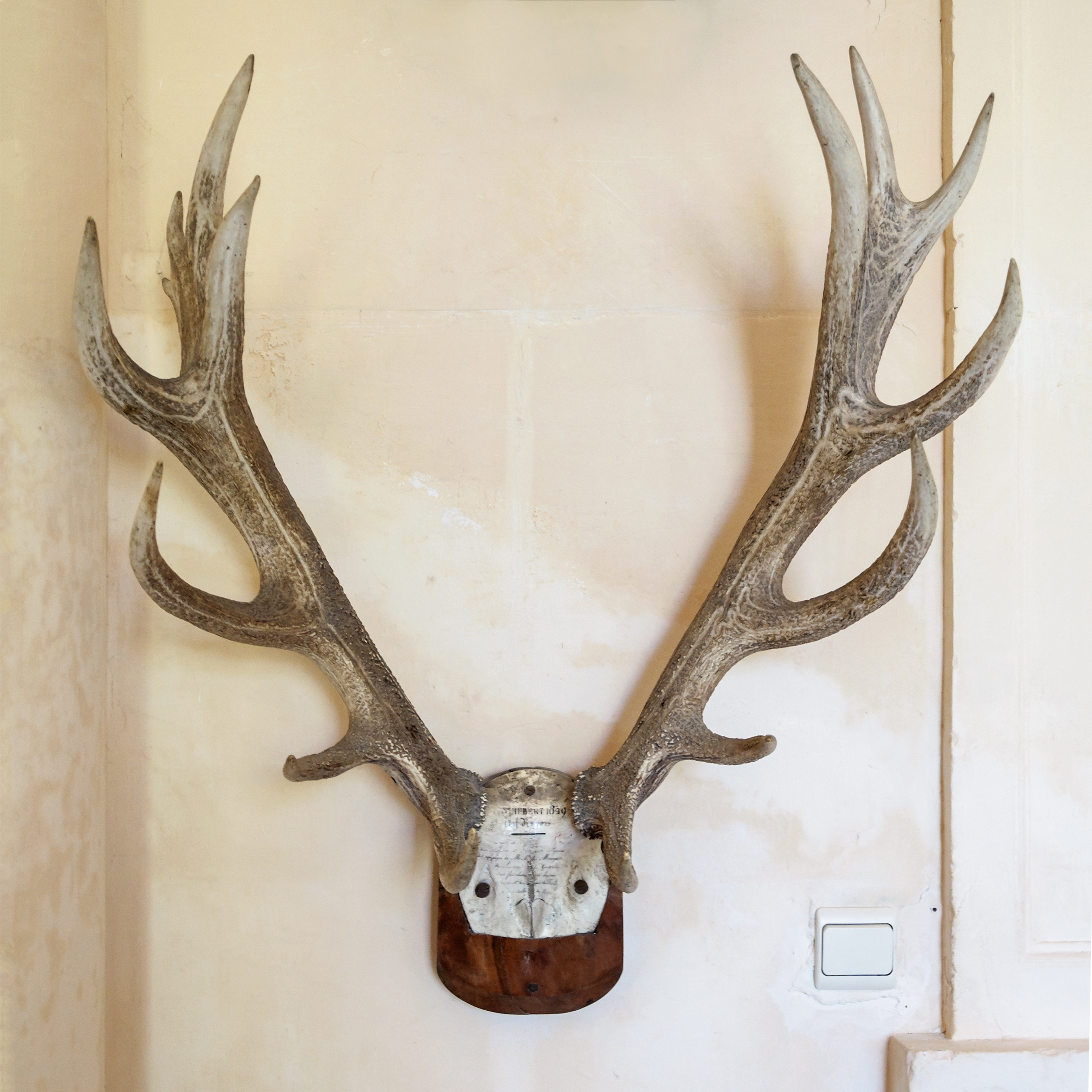